# Sliwek
Sliwek (bułg. Сливек) – wieś w Bułgarii, w obwodzie Łowecz, w gminie Łowecz.